# Quadrangle de Phoebe Regio
Le quadrangle de Phoebe Regio (littéralement :  quadrangle de la région de Phœbé), aussi identifié par le code USGS V-41, est une région cartographique en quadrangle sur Vénus. Elle est définie par des latitudes comprises entre 0° et 25° S et des longitudes comprises entre 270° et 300° E,. Il tire son nom de la région de Phœbé.